# آلان إف. بلاكويل
ألان إف. بلاكويل (بالإنجليزية: Alan F. Blackwell)‏ (مواليد 1962) هو عالِم الإدراك، بريطاني نيوزيلندي، وأستاذ في قسم الحاسب الآلي بجامعة كامبريدج، معروف بأعماله في مجال التمثيل البياني، ونمذجة البيانات واللغة، ونمذجة الاستثمار، وهندسة برامج المستخدم النهائي.

## السيرة الشخصية
ولد بلاكويل في ويلينغتون، نيوزيلندا، ودرس في نيولاندز كوليج. وحصل على درجة البكالوريوس في الهندسة الإلكترونية من جامعة أوكلاند، ودرس الدين المقارن والتاريخ الوسيط في جامعة ماسي. وحصل بعد ذلك على درجة الماجستير في علوم الحاسوب من جامعة فيكتوريا في ويلينغتون، وحصل فيما بعد على درجة الدكتوراه في علم النفس من جامعة كامبريدج في بريطانيا.
بعد الانتهاء من درجة الماجستير، بدأ بلاكويل العمل في شركة برمجيات نيوزيلندية تدعى شركة أنظمة بروجِني المحدودة. وفي المملكة المتحدة، كان محلل أنظمة لدى شركة كامبريدج للاستشارات، حيث صمم أنظمة تشخيص وتشفير في الوقت الحقيقي. ثم انتقل إلى شركة هيتاشي، حيث عمل في مركز البرمجيات المتقدمة في أوروبا. وفي أواخر التسعينات، انضم إلى قسم الحاسوب في جامعة كامبريدج وأصبح أستاذ مشارك في قسم العلوم العصبية بجامعة كامبريدج.

## أعماله
تتمحور اهتمامات بلاكويل البحثية في مجال بناء وتطبيق "نماذج للسلوك البشري عند التفاعل مع التكنولوجيا". وقد شرح بلاكويل أن "هذه النماذج تأخذ أشكالًا مختلفة، لا يعتمد كل منها على علم الأعصاب، ولكن لدي اهتمام خاص بنماذج الاقتصاد العصبي لتكوين واستخدام المجريات المجردة. ويمكن تطبيق هذا الأساس النظري على نطاق واسع في تصميم التقنيات الجديدة، بما في ذلك البرمجيات التي يمكن برمجتها وتخصيصها من قبل المستخدمين النهائيين، واستخدام التقنيات المنزلية".

### التمثيل والتفكير التخطيطي
في التسعينات، بدأ بلاكويل بأبحاثه الأكاديمية في التمثيل البياني والاستدلال. مع يوري إنغلهارت، ودرس تاريخ هذا المجال وطوَّر "تنظيم تصنيفات الرسوم البيانية" عام 1998، و"ميتا-تصنيف لأبحاث الرسوم البيانية" عام 2002. وفي عام 2001، حرّر كتاب صادر عن الناشر سبرنجر بعنوان "التفكير باستخدام الرسوم البيانية". ووصف بلاكويل في مقدمته أهمية الرسوم البيانية في تمثيل المشكلات:
إحدى الإضاءات المهمة التي قدّمتها البحوث في الذكاء الاصطناعي إلى علوم الإدراك هي أهمية تمثيل المشكلة عند إنشاء تنفيذات فعالة للسلوك الذكي. ويتمثل هذا في علم النفس التجريبي من خلال الدراسات التي تثبت أن الشكل الذي يتم تقديم المشكلة فيه يمكن أن يجعل المشكلات المتطابقة بنيةً إما سهلة جدًا أو صعبة جدًا في الحل. الرسوم البيانية هي تحف فنية مثيرة للاهتمام لهذا السبب، حيث يكون هدفها تعديل تمثيل حالات المشكلة.
وفقًا لبلاكويل، لا تزال العديد من الأسئلة حول الرسوم البيانية مفتوحة، وأحد الأسباب هو وضعها بين علم اللغة ونظرية الإدراك:
الرسوم البيانية لا تسهل تطبيق الأساليب التي تم استخدامها لدراسة أنواع أخرى من العلامات البشرية. فهي ليست لغوية بالطريقة التي تكون بها الكلام والنص المكتوب. ولا تشكل تمثيلات صورية. وهذا يعني أنه لا يكفي أن تكون النظريات اللغوية أو الإدراكية وحدها كافية لشرح مزاياها وتطبيقاتها على نحو كامل.
في أواخر التسعينات، كتب بلاكويل أيضًا دليلًا تعليميًا حول الأبعاد الإدراكية للتدوينات [الإنجليزية] مع توماس آر. جين [الإنجليزية].